# Fonction quasi périodique
En mathématiques, une fonction quasi périodique est une fonction qui vérifie une équation fonctionnelle proche de celle qui caractérise une fonction périodique. Une fonction {\displaystyle f} est quasi périodique de quasi période {\displaystyle \omega } si {\displaystyle f(z+\omega )=g(z,f(z))}, où {\displaystyle g} est une fonction " plus simple " que {\displaystyle f} , au sens large.

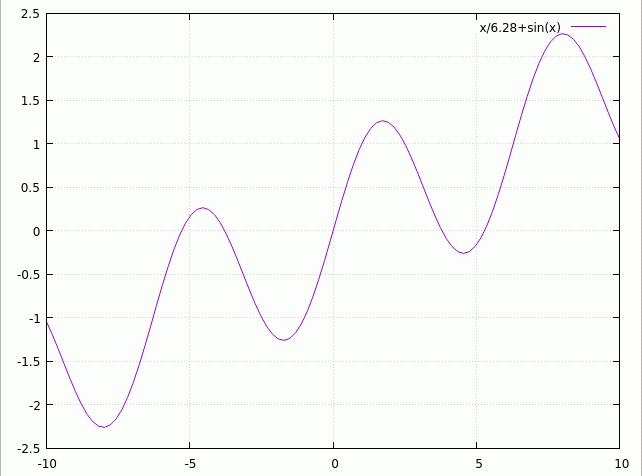
La fonction f(x)=x/2π +sin(x) satisfait l'équation f(x+2π)= f(x)+1, et est donc quasi périodique arithmétique.

Un cas simple (parfois appelé quasi périodique arithmétique) est si la fonction obéit à l'équation :
{\displaystyle f(z+\omega )=f(z)+C}
Un autre cas (parfois appelé quasi périodique géométrique) est si la fonction obéit à l'équation :
{\displaystyle f(z+\omega )=Cf(z)}
Un exemple de fonction quasi périodique géométrique est la fonction thêta de Jacobi, où
{\displaystyle \vartheta (z+\tau ;\tau )={\rm {e}}^{-2{\rm {i}}\pi z-{\rm {i}}\pi \tau }\vartheta (z;\tau ),}
montre que pour fixe {\displaystyle \tau } il a une quasi-période {\displaystyle \tau } ; il est également périodique avec une période un. Un autre exemple est fourni par la fonction sigma de Weierstrass, qui est quasi périodique en deux quasi périodes indépendantes, les périodes de la fonction ℘ de Weierstrass correspondante.
Des fonctions avec une équation fonctionnelle additive
{\displaystyle f(z+\omega )=f(z)+az+b\ }
sont aussi appelées quasi périodiques. Un exemple de fonctions de ce type est la fonction zêta de Weierstrass, où
{\displaystyle \zeta (z+\omega ,\Lambda )=\zeta (z,\Lambda )+\eta (\omega ,\Lambda )\ }
pour une fonction η indépendante de z lorsque ω est une période de la fonction de Weierstrass ℘ correspondante.
Dans le cas particulier où {\displaystyle f(z+\omega )=f(z)\ } on dit que f est périodique de période ω dans le réseau de périodes {\displaystyle \Lambda } .

## Signaux quasi périodiques
Les signaux quasi périodiques au sens du traitement audio ne sont pas des fonctions quasi-périodiques au sens défini ici ; au lieu de cela, ils ont la nature de fonctions presque périodiques et cet article doit être consulté. La notion plus vague et générale de quasipériodicité a encore moins à voir avec les fonctions quasipériodiques au sens mathématique.
Un exemple utile est la fonction :
{\displaystyle f(z)=\sin(Az)+\sin(Bz)}
Si le rapport A / B est rationnel, elle aurait une vraie période, mais si A / B est irrationnel il n'y a pas de vraie période, mais une succession de "presque" périodes de plus en plus précises.

## Applications
Les solutions de l'équation de Korteweg-de Vries et de l'équation de sine-Gordon (en) s'expriment avec des fonctions quasi périodiques.